# Кубок Томаса 1967
7-й Кубок Томаса (крупнейшее международное соревнование по бадминтону среди мужских команд) прошёл в сезоне 1966—1967 годов. Он начинался в четырёх квалификационных зонах — Азиатской, Австралазиатской, Европейской и Панамериканской. В квалификационных состязаниях четырёх зон изначально должно было участвовать 23 команды, но сборные ГДР и Таиланда отказались от игр. В конце сезона четыре победителя зон съехались в Джакарту (Индонезия) и, проведя между собой плей-офф, определили претендента, который в раунде вызова оспорил титул чемпиона у победителя прошлого сезона — команды Индонезии.

## Итоги зональных турниров
Победителем в Азиатской зоне стала сборная Малайзии, выиграв у Индии и Пакистана. Австралазиатскую зону выиграла Япония, разгромив Новую Зеландию (9-0) и Австралию (9-0). Дания выиграла в Европейской зоне, разгромив в финале сборную ЮАР (8-1). В Панамериканской зоне США выиграли у Канады (5-4).

## Плей-офф
Межзональные плей-офф состоялись в июне 1967 года в Джакарте.

### Первый раунд
| Малайзия | 7—2 | Дания |
| Япония   | 7—2 | США   |

### Заключительный раунд
| Малайзия | 6—3 | Япония |

## Раунд вызова
Финальный спор за кубок Томаса сезона 1966—1967 годов состоялся в Джакарте 9-10 июня 1967 года. Во многом это был особый матч: в последний раз чемпион защищал свой титул против только одного претендента, в первый раз выступала сборная Малайзии (ранее это была сборная Малайской Федерации; теперь она потеряла Сингапур, но приобрела другие территории), в первый раз индонезийские спортсмены китайской национальности по политическим причинам были вынуждены выступать под индонезийскими именами.
Четыре матча первого дня завершились итогом 3-1 в пользу Малайзии. На второй день, после семи матчей, Малайзия стала вести со счётом 4-3, поэтому если бы малайская сборная выиграла и восьмой матч — она бы выиграла и кубок. Когда счёт восьмого матча стал 10-2, индонезийские болельщики стали всеми силами мешать малайской паре, создав на стадионе сильный шум и делая фотовспышки в специально выбранные моменты времени. В связи с тем, что индонезийские официальные лица не вмешивались в происходящее, представители ВФБ попытались сами призвать общественность к честной игре, но не добились успеха. В результате малайская пара проиграла матч со счётом 13-18.
После этого, во время пятиминутного перерыва между матчами, рефери потребовал от индонезийских организаторов очистить стадион от зрителей и продолжать соревнования без их присутствия. Когда в этом ему было отказано, рефери, на свой страх и риск, остановил чемпионат. Индонезия отказалась согласиться с решением ВФБ о возобновлении раунда на территории Новой Зеландии и была отстранена от участия в последующих матчах. В результате сборная Малайзии выиграла кубок со счётом 6-3.